# Пасека, Ольга Михайловна
Ольга Михайловна Пасека (14 августа 1919, село Великие Подлески, теперь Львовского района Львовской области — ?)  — украинская советская деятельница, новатор сельскохозяйственного производства, звеньевая колхоза имени Щорса («Прогресс») Каменко-Бугского района Львовской области. Герой Социалистического Труда (26.02.1958). Депутат Верховного Совета СССР 5-6-го созывов.

## Биография
Родилась в бедной крестьянской семье. Окончила начальную школу. До 1947 года работала в собственном сельском хозяйстве.
С 1947 года — колхозница, с 1949 (по другим данным — с 1952 года — звеньевая колхоза имени Щорса (затем — «Прогресс») села Большие Подлески (центральная усадьба — в селе Дедилов) Новоярычевского (затем — Каменко-Бугского района Львовской области. Ланка, которую возглавляла Ольга Пасека, прославилась высокими стабильными урожаями сахарной свеклы (более 500 ц/га ежегодно) и других сельскохозяйственных культур.
Указом Президиума Верховного Совета СССР от 26 февраля 1958 года Ольге Пасеке присвоено звание Героя Социалистического Труда с вручением ордена Ленина и золотой медали «Серп и Молот».
Член КПСС с 1959 года. Избиралась председателем Львовского областного женского совета.
Потом — на пенсии в селе Большие Подлески Каменка-Бугского района Львовской области.

## Награды
- Герой Социалистического Труда (26.02.1958)
- два ордена Ленина (26.02.1958,)
- орден Октябрьской Революции
- медали